# أبو النمرس (مركز)
مركز أبو النمرس، مركز إداري مصري. يقع في محافظة الجيزة الواقعة في جمهورية مصر العربية. القاعدة الإدارية للمركز هي مدينة أبو النمرس.

## التاريخ
أنشئ سالف المركز باسم قسم البدرشين (ثاني جيزة) في عام 1826 وكان مقره في البدرشين، ثم نقل المقر إلى مدينة الجيزة في 1884، لكن لم يغير اسمه باسم البدرشين حتى غير إلى مركز البدرشين في 4 ديسمبر 1889 وإلى مركز الجيزة في عام 1896. نقل مقر المركز إلى أبو النمرس في عام 1979 وعدل اسمه إلى مركز أبو النمرس في عام 2010.

## الجغرافيا
يحد المركز من الشرق نهر النيل، ومن الغرب مصرف سلطان وجبل بني يوسف، أما من الجنوب (الحد القبلي) فتجاوره حدود مدينة الحوامدية، ومن الشمال (الحد البحري) تحده حدود حي جنوب الجيزة. ويرتبط المركز بالبلدان والمناطق المجاورة من خلال عدة طرق رئيسية وسياحية هامة، منها: طريق المريوطية الشرقي والغربي وطريق المنصورية وطريق مصر أسيوط الزراعي.